# Cal Hubbard
Robert Calvin „Cal“ Hubbard (* 31. Oktober 1900 in Keytesville, Missouri, USA; † 17. Oktober 1977 in St. Petersburg, Florida) war ein US-amerikanischer American-Football-Spieler und -Trainer, sowie Schiedsrichter im Baseballsport. Hubbard ist der einzige Mensch, der Mitglied in der Pro Football Hall of Fame, in der College Football Hall of Fame und in der Baseball Hall of Fame ist.

## Karriere als Footballspieler

### Collegespieler
Cal Hubbard besuchte in seinem Geburtsort die High School. Er studierte von 1922 bis 1924 am Centenary College und spielte dort auch American Football. Hubbard wurde überwiegend in der Defense eingesetzt und spielte dort als Defensive Tackle oder als Defensive End. 1925 setzte Hubbard sein Studium für ein Jahr aus. Nachdem sein Trainer am Centenary College an das Geneva College gewechselt hatte, folgte ihm Hubbard und spielte 1926 für ein Jahr bei der Mannschaft dieses Colleges. Beide Mannschaften waren unterklassige Collegeteams. Trotzdem gelang es Hubbard aufgrund seiner Leistungen als Footballspieler nach seinem Studium als Profispieler Karriere zu machen.

### Profispieler
Im Jahr 1927 erhielt Hubbard einen Vertrag von den New York Giants, einem Team der National Football League (NFL). Hubbard erhielt ein Gehalt und 150 US-Dollar pro Spiel. Er spielte neben dem damaligen Star dieser Mannschaft Steve Owen in der Defensive Line. Die Giants hatten weitere All-Pro-Spieler wie Joe Guyon oder Pete Henry in ihren Reihen und waren in der Lage im ersten Spieljahr von Hubbard 11 von 13 Spielen zu gewinnen. Hubbard feierte damit seine erste NFL Meisterschaft.

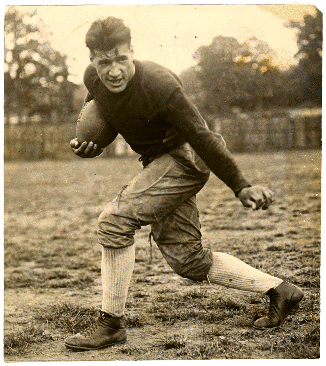
Joe Guyon

Hubbard fühlte sich in der Metropole New York City nicht sonderlich wohl. Am 7. Oktober 1928 spielten die Giants bei den Green Bay Packers und Hubbard hatte diese Gelegenheit genutzt, um bei den Packers vorstellig zu werden. Die Mannschaft aus Green Bay war bereit Hubbard aufzunehmen, allerdings klappte der Wechsel nach Saisonende nicht problemlos. Hubbard besaß noch einen Vertrag bei den Giants und diese waren erst bereit ihn wechseln zu lassen, als er mit seinem Ruhestand drohte.

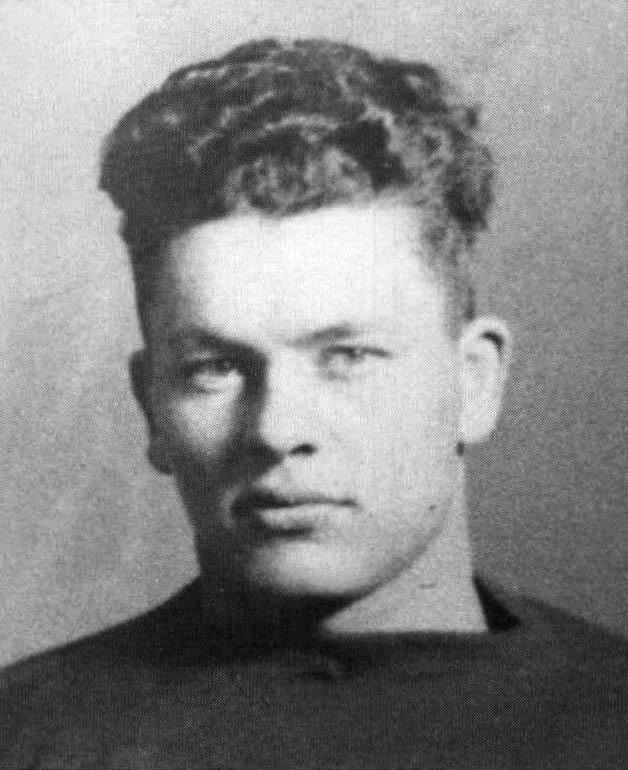
Curly Lambeau

Die Packers wurden von Curly Lambeau trainiert. Lambeau band 1929 mit Mike Michalske und John McNally zwei weitere All-Pro-Spieler an sein Team. Nachdem die Packers die Saison ungeschlagen überstanden hatten, konnte Hubbard in diesem Jahr seine zweite Meisterschaft feiern. Mit Arnie Herber verpflichteten die Packers 1930 einen weiteren Spieler, der nach seiner Laufbahn in die Pro Football Hall of Fame aufgenommen wurde. Es folgten in den Jahren 1930 und 1931 zwei weitere Meistertitel für Hubbard und seine Packers. 1934 setzte Hubbard seine Spielerlaufbahn für ein Jahr aus um 1935 erneut für die Packers aufzulaufen. 1936 ließ er seine Karriere bei den Giants und den Pittsburgh Pirates auslaufen.

## Trainerlaufbahn
Im Jahr 1934 arbeitete Hubbard als Assistenztrainer bei der Texas A&M University. Gleichzeitig arbeitete er im Sommer als Baseballschiedsrichter in einer unterklassigen Baseballliga. 1935 gab er jedoch die Trainerlaufbahn auf und kehrte zu den Packers in die NFL zurück.

## Baseballschiedsrichter
Hubbard arbeitete in seiner spielfreien Zeit als Baseballschiedsrichter und wurde 1936 von der Major League Baseball (MLB) verpflichtet. Als Schiedsrichter in der American League leitete er die World Series 1938, 1942, 1946 und 1949, sowie die All-Star-Spiele 1939, 1944 und 1949. Nach einem Jagdunfall, bei dem er auf einem Auge erblindete, musste er seine Laufbahn 1951 beenden. Ab 1954 kehrte er in die MLB zurück und war dort Verantwortlicher für das Schiedsrichterwesen. 1969 setzte er sich endgültig zur Ruhe.

## Ehrungen
Cal Hubbard wurde sechsmal zum All-Pro gewählt. Er ist Mitglied in der College Football Hall of Fame, in der Green Bay Packers Hall of Fame, in der Pro Football Hall of Fame, in der Louisiana Sports Hall of Fame und in der Baseball Hall of Fame, sowie im NFL 1920s All-Decade Team.

## Abseits des Spielfelds
Hubbard starb an Krebs und ist auf dem Oakwood Cemetery in Milan, Missouri beerdigt. Hubbard war verheiratet und hatte einen Sohn.